# Joe Gaetjens
Joseph Edouard Gaetjens (Port-au-Prince, 19 marzo 1924 – Fort Dimanche, 10 luglio 1964) è stato un calciatore haitiano, di ruolo attaccante.
Giocò per la Nazionale di calcio degli USA al Mondiale del 1950, segnando il gol vittoria nello storico 1-0 contro l'Inghilterra. Pochi anni dopo tornò a vivere nella natia Haiti. Accusato di essere un oppositore politico del dittatore François Duvalier, venne arrestato e presumibilmente fucilato nel carcere di Fort Dimanche.

## Biografia
Gaetjens nacque a Port-au-Prince in una famiglia mulatta della borghesia medio-alta della capitale haitiana, che risiedeva nel quartiere altolocato di Bois Verna. Il suo bisnonno, Thomas Gaetjens, fu un uomo d'affari originario di Brema, inviato ad Haiti nel 1825 come emissario di Federico Guglielmo III di Prussia. Egli sposò Leonie Déjoie, figlia di un importante generale, e decise di trasferirsi stabilmente nell'isola caraibica.
Al tempo della nascita di Joe la ricchezza della famiglia si era notevolmente ridimensionata, complice l'occupazione americana di Haiti che aveva notevolmente penalizzato le famiglie di origine tedesca. Il padre di Joe, Edmond, decise pertanto di registrarne la nascita presso l'ambasciata di Germania, per permettere più facilmente al figlio l'acquisto della cittadinanza tedesca.

## Carriera

### Club
Iniziò a giocare quattordicenne nell'Etoile Haïtienne, club della capitale haitiana, con cui vinse due titoli nazionali, nel 1942 e nel 1944, affermandosi come uno degli attaccanti più prolifici del campionato.
Nel 1947 si trasferì a New York per studiare ragioneria alla Columbia University, grazie ad una borsa di studio offerta dal Governo di Haiti. Durante questo periodo lavorò ad Harlem come lavapiatti e giocò nell'American Soccer League con il Brookhattan, vincendo anche un titolo di capocannoniere, nella stagione 1949-1950.
Nel 1950, dopo il mondiale brasiliano, si trasferì in Francia, dove per un breve periodo militò in Division 1 per il Racing Club de Paris e successivamente in Division 2 nell'Olympique Alès. Nel 1953 tornò definitivamente ad Haiti, giocando nuovamente per qualche anno nell'Etoile Haïtienne e lavorando contemporaneamente come portavoce locale della Colgate-Palmolive.
Nel 1957, in seguito alla nascita del primo figlio, si ritirò dal calcio giocato e aprì un'attività a Port-au-Prince.

### Nazionale
Le sue prestazioni nel campionato americano attirarono l'attenzione della Federazione calcistica degli Stati Uniti e venne convocato per la Coppa del Mondo del 1950.
Giocò tutte e tre le partite del torneo ed un suo gol permise alla squadra americana di battere, a Belo Horizonte, il 29 giugno 1950, la favorita Inghilterra, nella partita passata alla storia come il "miracolo di Belo Horizonte". Sebbene non fosse cittadino americano, aveva dichiarato di volerlo diventare e questo (secondo le regole in vigore all'epoca nella Federazione calcistica degli Stati Uniti) lo rese convocabile per il Mondiale. Comunque, non risulta che abbia mai acquisito la cittadinanza americana.
Il 27 dicembre del 1953 giocò la sua unica partita con la maglia della nazionale haitiana, contro il Messico, nell'ambito delle qualificazioni al Mondiale del 1954.

## Arresto e morte
Nonostante Gaetjens non fosse impegnato attivamente in politica, la sua famiglia si oppose strenuamente al regime di François Duvalier e sostenne apertamente il rivale Louis Déjoie, con cui peraltro vi erano legami di parentela, che nel 1957 sfidò il presidente haitiano alle elezioni presidenziali, perdendole rovinosamente. In seguito alla vittoria elettorale di Duvalier, i fratelli minori di Gaetjens, Jean-Pierre e Fred, andarono in esilio nella Repubblica Dominicana, dove organizzarono la resistenza al sanguinario Papa Doc.
All'indomani del referendum plebiscitario del 7 giugno 1964, che proclamò Duvalier presidente a vita, la famiglia di Gaetjens lasciò il Paese, temendo rappresaglie. Joe decise di restare, convinto che la sua notorietà e il suo disinteresse verso la politica gli avrebbero evitato problemi. Tuttavia, proprio la mattina dell'8 luglio 1964, venne arrestato davanti al suo negozio dalla polizia segreta governativa, i famigerati Tonton Macoutes. Di lui non si seppe più nulla, e il suo corpo non venne mai ritrovato. Secondo il suo compagno di cella, venne fucilato due giorni dopo il suo arresto nel cortile della prigione di Fort Dimanche, nei pressi di Port-au-Prince. Nel 1976 venne inserito, in maniera postuma, nella Hall of Fame del calcio statunitense.

## Palmarès

### Club
- Campionato haitiano di calcio: 2

Etoile Haïtienne: 1942, 1944

### Individuale
- Capocannoniere dell'American Soccer League: 1

1949-1950 (18 gol)

### Videografia
- Federico Ferri, Federico Buffa, Storie Mondiali: Il Maracanazo (1950), Sky Sport, 2014.